# Маффеи, Паоло Алессандро
Па́оло Алесса́ндро Маффе́и (итал. Paolo Alessandro Maffei; 11 января 1653, Вольтерра — 26 июля 1716, Рим) — итальянский археолог, историк и писатель.

## Биография
Родился 11 января 1653 года в знатной семье. Был направлен в Рим, где стал командиром роты папской гвардии. В свободное от службы время занимался изучением древностей, вёл переписку со многими образованнейшими людьми Италии и Франции своего времени.
Своё первое сочинение он опубликовал по настоянию друзей уже в возрасте более 50 лет. Производя исследования древних статуй и гемм, он находил аналогии, позволявшие ему делать (в значительной степени интуитивно) выводы о происхождении народов, опровергнув некоторые бытовавшие в его время заблуждения.
Также является автором некоторого количества сочинений нравственного содержания и биографию принцессы Камиллы Боргезе.

## Сочинения
- Raccolta di statue antiche e moderne (с итал. — «Собрание старинных и современных статуй»), издано Доменико Де Росси в Риме в 1704 году. Собрание статуй со 163 иллюстрациями. Отсортированны по месту нахождения. Собраны статуи из бельведеров Ватикана и Капитолия и частных коллекций семей Боргезе, Фарнезе, Людовизи и Медичи. В издание были также включены три трактата Маффеи: о могиле, обнаруженной у Остийской дороги, о термах Тита и о мраморах из коллекции семьи Альбани[3].
- Gemme antiche figurate (с итал. — «Изображения древних гемм») в четырёх томах, издано Доменико Де России в Риме в 1707—1709 годах. Переработанное и расширенное собрание старинных гемм, опубликованных ранее Леонардо Агостини[итал.]. Издание содержало 400 изображений гемм в натуральную величину. Эта работа Маффеи впоследствии легла в основу трудов Филиппа фон Штоша[3]